# Character material
『Character material』（キャラクター・マテリアル）は、TYPE-MOONより発売されたファン向けの読本である。著者は奈須きのこ。

## 概要
2006年8月11日から13日にかけて開催されたコミックマーケット70のTYPE-MOONブースにおいて、発売された。イベント頒布価格は1000円。2006年8月20日よりアニメイトやコミックとらのあなにてショップ販売された。税込価格1300円。2006年9月22日に誤字などが訂正された第二版も出版された。発売当初は一人一冊までと販売制限がかけられていた店もあった。
通称は「キャラマテ」。媒体は同人誌で、A4サイズ、フルカラー、ページ総数80頁。紹介されているキャラクターは約30人。奈須きのこの未発表作品の主人公や、設定だけあるキャラクターにクリーチャー、あるいは妄想などが盛り込まれてある。あくまで死蔵されている設定集であるため、後に実際にリリース・発表された『魔法使いの夜』『花のみやこ!』『ロード・エルメロイII世の事件簿』『Fate/Prototype』などでは本書と設定が変更されている点も多い。
キャラクターデザインにはTYPE-MOONの武内崇、こやまひろかず、つくりものじに加え、ゲストとして武梨えりとPFALZが招かれている。また、奈須きのこによる書き下ろしショートストーリー「Prelude I」「Prelude II」「Prelude III」の3篇が掲載されている。

## 内容

### キャラクター設定
「キャラクター・マテリアル」の名の通り、その大部分が未発表キャラクターや既出キャラクターの裏設定である。
| 名前                                    | 出典                            | デザイン                  | 後の登場                                            |
| --------------------------------------- | ------------------------------- | ------------------------- | --------------------------------------------------- |
| 蒼崎 青子（あおざき あおこ）            | 魔法使いの夜                    | 武内崇                    | 『魔法使いの夜』                                    |
| 久遠寺 有珠（くおんじ ありす）          | 魔法使いの夜                    | 武内崇                    | 『魔法使いの夜』                                    |
| 沙条 綾香（さじょう あやか）            | 原作版Fate                      | 武内崇                    | 『Fate/Prototype』                                  |
| 旧セイバー                              | 原作版Fate                      | 武内崇                    | 『Fate/Prototype』                                  |
| バルトメロイ・ローレライ                | the dark six                    | 武内崇                    | 「Prelude I」                                       |
| 蒼崎 橙子（あおざき とうこ）            | 空の境界、魔法使いの夜          | 武内崇                    | 『魔法使いの夜』                                    |
| 洗脳探偵                                | 月姫                            | 武内崇                    |                                                     |
| 少女                                    | 鋼の大地/notes.                 | 武内崇                    |                                                     |
| ゴドー                                  | 鋼の大地/notes.                 | 武内崇                    |                                                     |
| アド・エデム                            | 鋼の大地（over count 1999）     | PFALZ（斬撃皇帝）         |                                                     |
| 白き月姫ファンタズムーン                | TAKE MOON                       | 武梨えり                  | 『カーニバル・ファンタズム』                        |
| ミスター・ダウン                        | the dark six                    | 武内崇                    | 「Prelude II」                                      |
| ロード・エルメロイⅡ世                   | Fate/stay night                 | 武内崇                    | 『Fate/Zero』『ロード・エルメロイII世の事件簿』ほか |
| モードレッド                            | テレビアニメ「Fate/stay night」 | 武内崇                    | 『Fate/Apocrypha』                                  |
| カレイドルビー・シュバインシュタイン    | Fate/stay night                 | つくりものじ              | 『フェイト/タイガーころしあむ アッパー』            |
| アインツさん家のイリヤさん。            | Fate/stay night                 | つくりものじ              | 『Fate/kaleid liner プリズマ☆イリヤ』               |
| 三枝 由紀香（さえぐさ ゆきか）          | Fate/stay night                 | 武内崇                    |                                                     |
| 帽子の少女 / 有間 都古（ありま みやこ） | 月姫/MELTY BLOOD                | 武内崇                    | 『花のみやこ!』                                     |
| 魔法のお手伝いさんマジカルアンバー      | 月姫/歌月十夜                   | 武梨えり                  | 『フェイト/タイガーころしあむ アッパー』            |
| 石杖 アリカ（いしづえ アリカ）          | DDD                             | こやまひろかず            |                                                     |
| 迦遼 カイエ（かりょう カイエ）          | DDD                             | こやまひろかず            |                                                     |
| グランスルグ・ブラックモア              | the dark six                    | PFALZ                     | 「Prelude III」                                     |
| メレム・ソロモン / 四大魔獣             | 月姫/Talk.                      | 武内崇、PFALZ（四大魔獣） | 「Prelude III」                                     |
| ORT（オルト）                           | ???                             | PFALZ                     | 『Fate/Grand Order』                                |
| パンダ師匠                              | 月姫/MELTY BLOOD                | 武内崇                    | 『花のみやこ!』                                     |

## ショートストーリー
『Character material』のために奈須きのこにより書き下ろされた新作読み切り短編小説。『月姫』の話から数年後を描いており、『月姫2』のプロローグ的な印象を髣髴とさせる。
Prelude I
名門魔術師バルトメロイ・ローレライが、死徒ルヴァレ一党を殲滅するという話。『月姫』で言及された死徒エンハウンスや、『月姫』の主人公・遠野志貴の後の姿「DEATH」も登場する。
Prelude II
聖堂教会に所属する代行者ミスター・ダウンの話。『月姫』のシエルを髣髴とさせる「シスター」や、ダウンの相棒である少女「お嬢さん（ラガッツァ）」も登場する。
Prelude III
死徒二十七祖であるグランスルグ・ブラックモアとメレム・ソロモンが会談する話。

## 関連商品

### カードゲーム
Lycee
シルバーブリッツのトレーディングカードゲーム、Lyceeに参戦している。収録エキスパンションは、TYPE-MOON3.0など。